# ریچارد یکم، دوک نورماندی
ریچارد یکم، ملقب به ریچارد بی‌باک (به فرانسوی: Richard Sans Peur، به انگلیسی: Richard The Fearless) (زادهٔ ۹۳۳ - درگذشتهٔ نوامبر ۹۹۶) سومین دوک نورماندی از ۹۴۲ تا ۹۹۶ بود.

## زندگی‌نامه
ریچارد در ۹۳۳ در فکمپ واقع در نورماندی (فرانسه) زاده شد. او بزرگترین پسر ویلیام یکم (گیوم یکم)، دوک نورماندی مشهور به گیوم شمشیردراز از همسر بریتونی‌تبارش اسپورتا بود. با قتل گیوم در ۹۴۲، لوئی چهارم، پادشاه فرانسه ریچارد را در مقام پدرش ابقا کرد، اما تحت تأثیر دسیسه‌های آرنولف، دوک برتانی، علاوه بر در اختیار گرفتن نورماندی، ریچارد خردسال را نیز زندانی خود ساخت. لوئی چهارم، دوک‌نشین نورماندی را در اختیار کنت پونتیو قرار داد. قبل از اینکه پادشاه تسلیم شود و زمین‌های دوک نورماندی را تصرف کند، او سپس دوک‌نشین را جدا کرد و زمین‌های آن در نورماندی پایین یعنی لاو را به هوگوی بزرگ واگذار کرد. لوئی چهارم پس از آن ریچارد را در آنجا در حبس نگه داشت، اما ریچارد سرانجام موفق به فرار شد. با شنیدن اینکه ریچارد در اسارت نگهداری می‌شود، اوسموند دو سنتویل، برنارد دانمارکی، گروهی از شوالیه‌ها و دهقانان را در سراسر شهر تشکیل داده و به قصر پادشاه رفتند و در آنجا پادشاه را تهدید به بازگرداندن وی کردند.لوئی اعتراض کرده بود که ریچارد را در حوزه خود نگه داشته تا او را در مورد خوش‌اخلاقی آموزش دهد. او که اینک با عنوان سومین دوک نورماندی جانشین پدرش شده بود، توانست نورماندی را نیز بازپس گیرد.

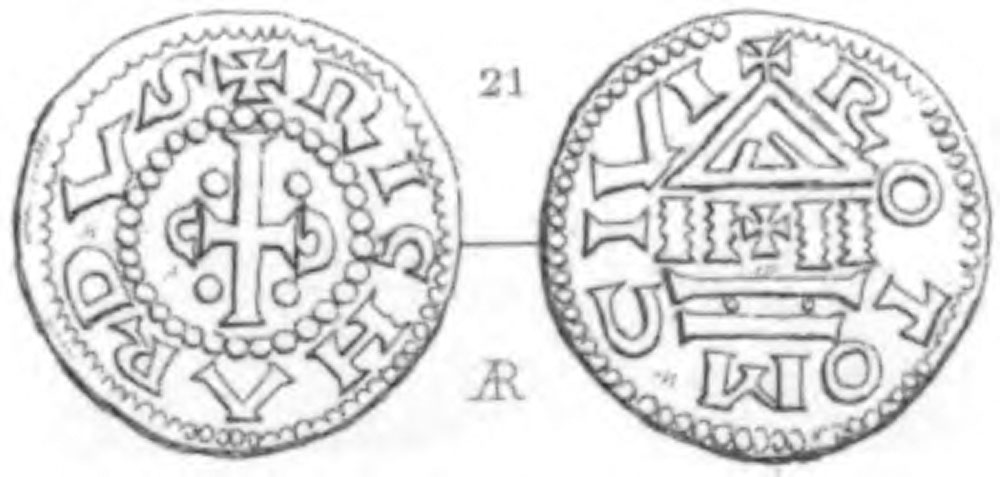
سکه ریچارد یکم

در سال ۹۴۶. م، در سن ۱۴ سالگی، بین ریچارد با نورمن‌ها و رهبران وایکینگ‌ها در فرانسه و افراد اعزامی توسط شاه هارالد نروژ و لوئی چهارم نبردی صورت گرفت که طی آن لوئی چهارم شکست خورده و اسیر شد. گروگان‌هایی دستگیر و نگهداری شدند تا اینکه پادشاه لوئی، ریچارد را به عنوان دوک به رسمیت شناخت و نورماندی را به او بازگرداند.: 37–41  ریچارد موافقت کرد تا خود را به هوگوی بزرگ، کنت پاریس تسلیم کند. هوگو تصمیم گرفت تا با ریچارد متحد دائمی شود و دخترش، اما (مشهور به امای پاریسی) که کم‌سن بود، را به عقد وی درآورد. ازدواج در سال ۹۶۰. م انجام می‌شود.
لوئی چهارم، به همراه آرنولف، توانست اتوی یکم، امپراتور مقدس روم برای حمله به ریچارد و هوگو راضی کند. ارتش‌های ترکیبی اتو، آرنولف و لوئی از روآن بیرون رانده شدند. فرار به آمیان و شکست قاطعانه در سال ۹۴۷. م: 41–2 ، یک دوره صلح آغاز شد. لوئی در ۹۵۴ میلادی، درگذشت و پسر ۱۳ ساله‌اش لوتار به پادشاهی رسید. هوگوی میانسال ریچارد را در سال ۹۵۵ به عنوان سرپرست پسر ۱۵ ساله‌اش هوگو کاپه منصوب کرد.: 44 
در ۹۶۲. م تئوبالد یکم، کنت بلوآ، در اقدام مجدد در حمله به روآن، دژ مستحکم ریچارد، اما نیروهای وی به‌طور خلاصه تحت فرمان ریچارد توسط نورمن‌ها شکست خورده و مجبور به عقب‌نشینی به رود سن شدند. لوتار، پادشاه فرانک‌های باختری، از این می‌ترسید که تلافی ریچارد می‌تواند بخش بزرگی از فرانک باختری را بی‌ثبات کند، بنابراین او برای جلوگیری از هرگونه جنگ بیشتر بین این دو وارد عمل شد. در سال ۹۸۷، هوگو کاپه پادشاه فرانک‌ها شد.
ریچارد در دوران حکومتش شاهد تلاش‌های بعدی کارولنژی‌ها برای تصاحب دوک‌نشین خود بود و در ۹۸۷ نقش مهمی در بر تخت نشاندن برادرزنش هوگو کاپه به عنوان پادشاه جدید فرانسه در همان سال ایفا نمود. ریچارد در مدت زمان حکومت طولانی‌مدت خود سیستم فئودالی را در نورماندی معرفی نمود و آن را به یک حکومت فئودال بدل ساخت. در ۳۰ سال آخر حکمرانی‌اش تا زمان مرگش در ۹۹۶، ریچارد روی خود نورماندی تمرکز کرد و کمتر در سیاست فرانکی‌ها و جنگ‌های کوچک آنان شرکت کرد. او به جای ایجاد امپراتوری نورمن رو به گسترش، قلمرویش را تثبیت کرد و نورمن‌ها را دوباره به هم پیوست و دوک‌نشین بازپس گرفته پدر و پدربزرگ خود را به منسجم‌ترین و مهیب‌ترین شاهزاده‌نشین غرب فرانسه تبدیل کرد. ریچارد یکم در ۲۰ نوامبر ۹۹۶ میلادی، در فکمپ فرانسه فوت کرد و در همان‌جا به خاک سپرده

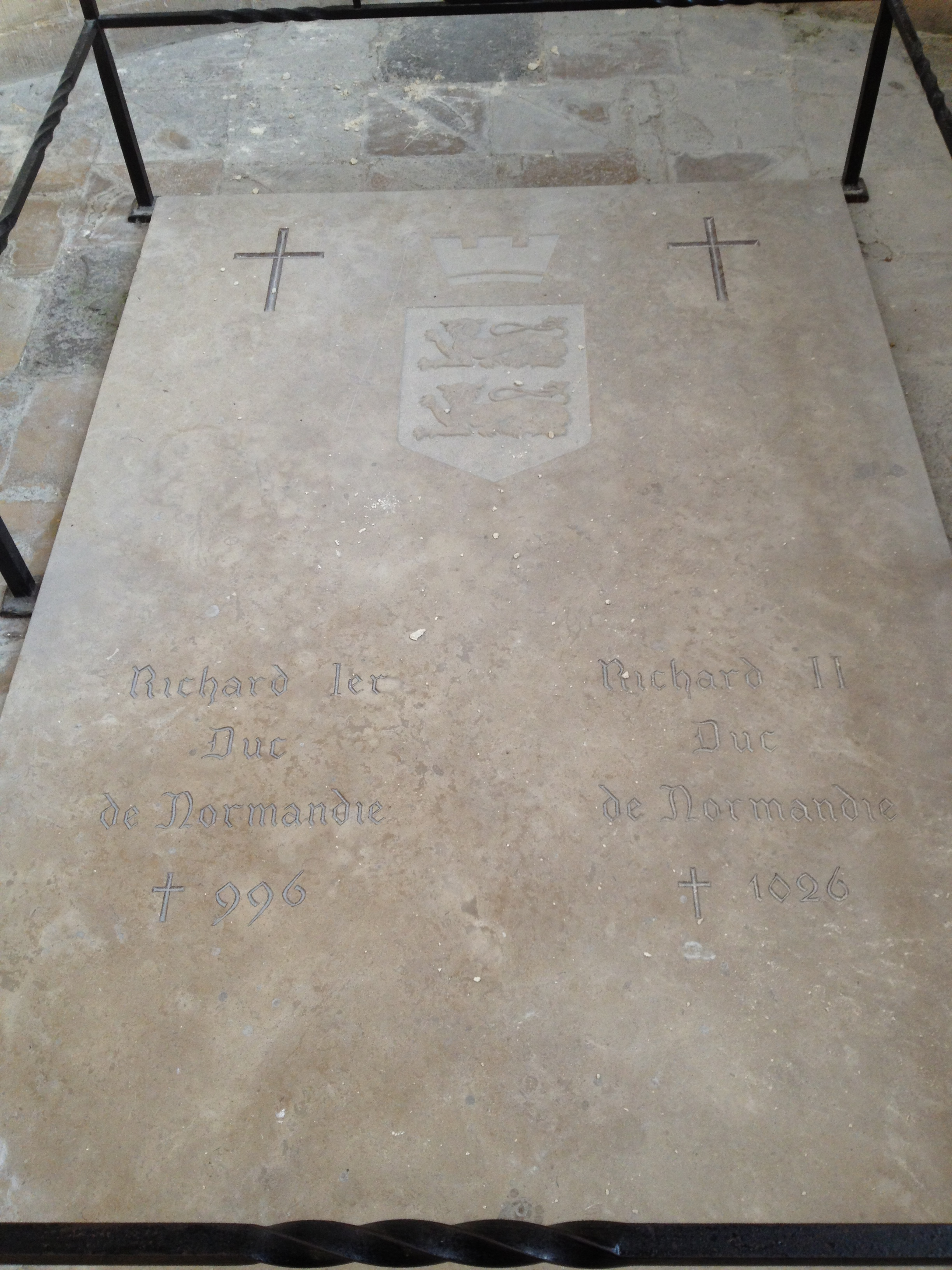
مقبره ریچارد یکم

گزارش شده‌است که بقایای قبر او متعلق به او نیست.

### روابط با فرانسه، انگلستان و کلیسا
او که در ۹۶۰ با اِمای پاریسی، دختر هوگوی بزرگ ازدواج نموده بود، اما از وی صاحب فرزندی نشد. چند سال بعد اِما درگذشت و ریچارد پس از او با معشوقه‌اش گونور ازدواج کرد و آن دو صاحب ۸ فرزند شدند. او همچنین فرزندانی از دیگر معشوقگان خود داشت.
ریچارد از ازدواج برای ایجاد اتحادهای قوی استفاده کرد. ازدواج او با اما پاریسی خواهر هوگو کاپه و دوشس نورماندی، او را مستقیماً به دودمان کاپتی متصل کرد. همسر دوم او، گونور، از گروه رقیب وایکینگ‌ها در شبه جزیره کوتنتین که در پی این ازدواج اتحاد با آن گروه ایجاد شد، در حالی که خواهرانش گروه اصلی را تشکیل دادند که باید پیروان وفادار به او و جانشینان او تأمین می‌کردند.
دخترانش با همسایگان قدرتمند و پادشاه انگلستان اتحادهای ازدواج ارزشمندی بستند.
امای نورماندی ابتدا با اتلرد بدسگال و پس از مرگ او در ۱۰۱۶، با کانوت بزرگ مهاجم وایکینگ ازدواج کرد و فرزندانش شامل: آلفرد اتلینگ، ادوارد خستو از اتلرد و هاردیکانوت از کانوت می‌باشد؛ بنابراین تکمیل پیوند اصلی بین دوک نورماندی و تاج انگلستان که به ادعای ویلیام فاتح بر تاج‌وتخت انگلستان اعتبار می‌بخشد، عمه‌اش امای نورماندی بود.
ریچارد همچنین روابط خود را با کلیسا تقویت کرد و اقدامات مذهبی انجام داد،: lv  مانند اهدای زمین‌های خود و اطمینان از رونق صومعه‌های بزرگ در نورماندی.
بیشتر دوران سلطنت او با دوره طولانی صلح و آرامش مشخص شد.